# Cellieu
Cellieu település Franciaországban, Loire megyében. Lakosainak száma 1719 fő (2022. január 1.). Cellieu Valfleury, Chagnon, La Grand-Croix, L’Horme, Lorette, Saint-Chamond és Genilac községekkel határos.

## Népesség
A település népességének változása:
| Lakosok száma | 764  | 1097 | 1228 | 1513 | 1665 | 1701 | 1697 | 1704 | 1701 | 1719 |
|               | 1968 | 1982 | 1990 | 2006 | 2013 | 2015 | 2017 | 2019 | 2020 | 2022 |